# Petrobia xinjiangensis
Petrobia xinjiangensis är en spindeldjursart som beskrevs av Tan och Wang 1992. Petrobia xinjiangensis ingår i släktet Petrobia och familjen Tetranychidae. Inga underarter finns listade i Catalogue of Life.